# 변현제
변현제(1994년 1월 28일 ~ )는 대한민국의 전직 스타크래프트 II 프로게이머이다. Mini라는 아이디를 사용하며, 종족은 프로토스이다.
2010년 상반기 드래프트에서 STX SouL의 4차 지명으로 입단하였다. 2012년 4월 Tving 스타리그 8강 진출로 2012년 6월 Kespa 랭킹이 대폭 상승하였다. 그러나 스타2에서 부족한 실력과 약점을 많이 보여 한때 KeSPA랭킹이 가장 높았을 때에 비해 10계단 정도 낮았다. 변현제는 패배만 한 아쉬움이 많았는데, 이때문에 '패배왕 변현제'라는 좋지 않은 별명을 얻기도 했다.
SK플래닛 스타크래프트 II 프로리그 시즌 2에서는 변현제가 스타2로 출전했을 때 처음에는 2연승을 했으나 내리 연패를 하며 2승 4패의 저조한 기록으로 시즌을 마무리했다.
브루드 워에서는 저그전에 강한 프로토스중 한명으로, 2012 스타리그 듀얼토너먼트에서는 자신보다 랭크가 높던 박재혁과 김성대를 꺾고 16강에 진출하기도 했다. 이를 통해 '포스트 김택용'이라는 별명이 붙기도 했으나, 종목이 스타2로 완전 전환되며 유명무실한 별명이 되고 말았다.
2012년 10월, GSL 예선을 통과한 뒤 1라운드에서 '나니와' 요한 루세시를, 2라운드에서 이영호를 꺾고 3라운드에 진출하는 기염을 토했다. 그러나 3라운드에서 이원표에게 패했고, 승강전에서도 패해 코드S 진출은 실패했다. 그리고 변현제는 이어진 시즌 코드A 1라운드에서 최용화에게 패해 다시 오프라인 예선으로 떨어졌다.
2013년 8월 31일에 STX SouL이 해체됐고 며칠 뒤 은퇴하였다. 이후 아프리카TV에서 개인방송을 시작하여 현재에 이르고 있고, 현역 때 완전히 보여주지 못했던 실력을 아프리카TV 방송을 통해 지금까지도 꾸준히 보여주고 있다. 특히 ASL 시즌 7과 11, 그리고 KSL 시즌 3에서 모두 준우승을 차지하며, 정윤종에 이은 새로운 프로토스 강자로 평가되고 있다.

## 수상 경력

### 스타크래프트
- 2010년 1월 제55회 스타크래프트 준프로게이머 선발전 입상
- 2012년 6월 Tving 스타리그 2012 8강
- 2014년 2월 픽스 9차 소닉 스타리그 8강
- 2015년 2월 스베누 10차 소닉 스타리그 8강
- 2018년 5월 ASL 시즌 5 4위
- 2018년 10월 ASL 시즌 6 8강
- 2018년 11월 KSL 시즌 2 16강
- 2019년 3월 ASL 시즌 7 준우승 (당시 우승 : 김성현)
- 2019년 6월 KSL 시즌 3 준우승 (당시 우승 : 정윤종)
- 2021년 6월 ASL 시즌 11 준우승 ( 당시 우승 : 임홍규)
- 2021년 11월 ASL 시즌 12 우승

### 스타크래프트 II
- 2012년 10월 2012 핫식스 GSL Season 4 Code A 24강
- 2012년 11월 2012 핫식스 GSL Season 5 Code A 48강
- 2013년 7월 SK플래닛 스타크래프트 II 프로리그 12-13 플레이오프 MVP